# 真野勝成
真野 勝成（まの かつなり、1975年3月13日 - ）は日本の脚本家。東京都出身。

## 来歴
早稲田大学第二文学部卒。オリガミクス・パートナーズに所属していた。日本脚本家連盟ライターズスクールを修了し、第一回TBS連ドラ・シナリオ大賞入選。第21回フジテレビヤングシナリオ大賞・佳作を受賞。

## 脚本

### テレビドラマ
- 新参者（2010年4月 - 6月、TBS） - 牧野圭祐と共同執筆
- 内部調査官・水平直の報告書（2011年1月17日、TBS）
- モメる門には福きたる（2013年、フジテレビ） - 共同執筆
- 新春ドラマスペシャル “新参者”加賀恭一郎「眠りの森」（脚本協力、2014年1月2日、TBS）
- 相棒 （テレビ朝日・東映）
  - season12（2014年） 第13話
  - season13（2014年 - 2015年） 第7話、第10話（元日スペシャル）、第18話
  - season14（2015年 - 2016年） 第2話、第4話、第10話（元日スペシャル）、第12話
  - season15（2016年 - 2017年） 第2話、第10話（元日スペシャル）、第16話
  - season16（2017年 - 2018年） 第8話、第11話、第16話
  - season17（2018年） 第4話、第9話
  - season23（2025年） 第12話、第13話、第18話、第19話（最終回）
- TEAM -警視庁特別犯罪捜査本部-（2014年4月 - 6月） 第4話、第7話
- 警視庁捜査一課9係 season9 スピンオフSP（2014年6月27日、テレビ朝日）
- ST 赤と白の捜査ファイル（2014年8月6日、日本テレビ）第3話
- 刑事7人（テレビ朝日・東映）
  - 第1シリーズ（2015年8月19日）第6話
  - 第2シリーズ（2016年7月 - 9月）シリーズ構成・第1話、第4話、第5話
  - 第3シリーズ（2017年7月 - 9月）シリーズ構成・第1話、第2話、第6話、第9話、第10話（最終回）
- D&D〜医者と刑事の捜査線〜（2024年10月 - 、テレビ東京）第1話

### 配信ドラマ
- サヨナラの恋（2011年10月、BeeTV）
- デスノート NEW GENERATION（2016年9月、Hulu）

### 映画
- デスノート Light up the NEW world（2016年10月29日公開、ワーナー・ブラザース映画）
- 愛について語るときにイケダの語ること（2021年6月25日公開） - 脚本・プロデューサー・撮影
- 火の鳥 エデンの花（2023年）

## 書籍

### 脚本
- デスノート Light up the NEW world（JUMP j BOOKS） - 自身が脚本を担当した同名映画のノベライズ。ノベライズ担当は日下部匡俊。
- プロレス・スターファイル 武藤敬司編（主婦の友社） - 作画はみのもけんじ。

### 小説
- KAMEN RIDER DRAGON KNIGHT 2WORLD 1HEARTS（イースト・プレス）

### 漫画
- サイドキック -吉祥寺警察署生活安全課（ビッコミ） - ストーリー協力。